# Faze TV
Faze TV (транскр.  Фејз ТВ) био је британски телевизијски канал намењен геј публици. Планирано је да почне са емитовањем током септембра 2005. године, али је пројекат званично напуштен 8. септембра због недостатка средстава потребних за емитовање.
У септембру 2005. године, Фејз ТВ је објавио да отказује свој планирани почетак емитовања, због немогућности да постигне договор о условима преноса. Компанија је изјавила да су осигурали довољно средстава за почетак емитовања канала, али да након осам месеци преговора, нису успели да добију лиценце за пренос канала.